# Gubbio Calcio 1990-1991
Questa pagina raccoglie le informazioni riguardanti il Gubbio Calcio nelle competizioni ufficiali della stagione 1990-1991.

## Rosa
| N. |                   | Ruolo | Calciatore          |
| -- | ----------------- | ----- | ------------------- |
|    | Italia (bandiera) | D     | Mario Baldinelli    |
|    | Italia (bandiera) | A     | Giuseppe Brandolini |
|    | Italia (bandiera) | A     | Giovanni Brugaletta |
|    | Italia (bandiera) | C     | Antonio Caruso      |
|    | Italia (bandiera) | P     | Leonardo Cortiula   |
|    | Italia (bandiera) | D     | Daniele Davin       |
|    | Italia (bandiera) | A     | Doriano De Iuliis   |
|    | Italia (bandiera) | P     | Fabio Di Addezio    |
|    | Italia (bandiera) | A     | Elvo Facchini       |
|    | Italia (bandiera) | D     | Massimo Fiorini     |
|    | Italia (bandiera) | D     | Italo Franceschini  |
|    | Italia (bandiera) | C     | Stefano Giammarioli |

| N. |                   | Ruolo | Calciatore          |
| -- | ----------------- | ----- | ------------------- |
|    | Italia (bandiera) | C     | Marco Giampaolo (I) |
|    | Italia (bandiera) | C     | Luca Giunchi        |
|    | Italia (bandiera) | D     | Roberto Marcangeli  |
|    | Italia (bandiera) | C     | Emilio Mazzucco     |
|    | Italia (bandiera) | C     | Vincenzo Morreale   |
|    | Italia (bandiera) |       | Nicchi              |
|    | Italia (bandiera) |       | Polidori            |
|    | Italia (bandiera) | D     | Sauro Pugnitopo     |
|    | Italia (bandiera) | C     | Stefano Ragnacci    |
|    | Italia (bandiera) | A     | Davide Tappi        |
|    | Italia (bandiera) | D     | Paolo Ulivi         |
|    | Italia (bandiera) | C     | Maurizio Zanoli     |

## Risultati

### Campionato

#### Girone di andata
| 16 settembre 1990 1ª giornata | Gubbio | 0 – 0 | Massese |  |

| 23 settembre 1990 2ª giornata | Prato | 0 – 0 | Gubbio |  |

| 30 settembre 1990 3ª giornata | Gubbio | 1 – 0 | Tempio |  |

| 7 ottobre 1990 4ª giornata | Cecina | 1 – 0 | Gubbio |  |

| 14 ottobre 1990 5ª giornata | Novara | 3 – 0 | Gubbio |  |

| 21 ottobre 1990 6ª giornata | Gubbio | 2 – 0 | Oltrepò |  |

| 4 novembre 1990 7ª giornata | Gubbio | 1 – 1 | Ponsacco |  |

| 11 novembre 1990 8ª giornata | Derthona | 0 – 1 | Gubbio |  |

| 18 novembre 1990 9ª giornata | Gubbio | 1 – 0 | Cuneo |  |

| 25 novembre 1991 10ª giornata | Livorno | 0 – 0 | Gubbio |  |

| 2 dicembre 1990 11ª giornata | Gubbio | 1 – 0 | Olbia |  |

| 9 dicembre 1990 12ª giornata | Gubbio | 0 – 0 | Pontedera |  |

| 16 dicembre 1990 13ª giornata | Alessandria | 1 – 1 | Gubbio |  |

| 30 dicembre 1990 14ª giornata | Gubbio | 2 – 0 | Viareggio |  |

| 6 gennaio 1991 15ª giornata | Montevarchi | 2 – 0 | Gubbio |  |

| 13 gennaio 1991 16ª giornata | Gubbio | 0 – 1 | Poggibonsi |  |

| 20 gennaio 1990 17ª giornata | Sarzanese | 2 – 0 | Gubbio |  |

#### Girone di ritorno
| 3 febbraio 1991 18ª giornata | Massese | 1 – 1 | Gubbio |  |

| 10 febbraio 1991 19ª giornata | Gubbio | 2 – 0 | Prato |  |

| 17 febbraio 1991 20ª giornata | Tempio | 1 – 0 | Gubbio |  |

| 24 febbraio 1991 21ª giornata | Gubbio | 1 – 2 | Cecina |  |

| 3 marzo 1991 22ª giornata | Gubbio | 0 – 0 | Novara |  |

| 17 marzo 1991 23ª giornata | Oltrepò | 0 – 1 | Gubbio |  |

| 24 marzo 1991 24ª giornata | Ponsacco | 1 – 1 | Gubbio |  |

| 30 marzo 1991 25ª giornata | Gubbio | 1 – 0 | Derthona |  |

| 7 aprile 1991 26ª giornata | Cuneo | 2 – 1 | Gubbio |  |

| 14 aprile 1991 27ª giornata | Gubbio | 1 – 0 | Livorno |  |

| 28 aprile 1991 28ª giornata | Olbia | 0 – 0 | Gubbio |  |

| 5 maggio 1991 29ª giornata | Pontedera | 0 – 0 | Gubbio |  |

| 12 maggio 1991 30ª giornata | Gubbio | 1 – 0 | Alessandria |  |

| 19 maggio 1991 31ª giornata | Viareggio | 2 – 0 | Gubbio |  |

| 26 maggio 1991 32ª giornata | Gubbio | 1 – 1 | Montevarchi |  |

| 2 giugno 1991 33ª giornata | Poggibonsi | 3 – 2 | Gubbio |  |

| 9 giugno 1991 34ª giornata | Gubbio | 4 – 1 | Sarzanese |  |